# كونتس (باد كاليه)
كونتس، باد كاليه (بالفرنسية: Contes, Pas-de-Calais)‏ هي بلدية تقع في إقليم باد كاليه من منطقة نور با دو كاليه في شمال فرنسا. تبلغ مساحة هذه المدينة 7.15 (كم²)، وترتفع عن سطح البحر 23 م، يبلغ عدد سكانها 334 نسمة حسب إحصاء المعهد الوطني للإحصاء والدراسات الاقتصادية سنة 2009 م. وترأس Christian Lecerf البلدية خلال فترة (2008-2014).